# The Assistant
The Assistant és una pel·lícula dramàtica estatunidenca del 2019 escrita, dirigida, produïda i editada per la cineasta australiana Kitty Green. La pel·lícula és protagonitzada per Julia Garner, Matthew Macfadyen, Makenzie Leigh, Kristine Froseth, Jon Orsini i Noah Robbins. S'ha doblat i subtitulat al català a FilminCAT.
The Assistant es va projectar al Festival de Cinema de Telluride el 30 d'agost de 2019 i es va estrenar als Estats Units el 31 de gener de 2020 de la mà de la distribuïdora Bleecker Street.

## Sinopsi
La Jane és una graduada universitària recent i aspirant a productora de cinema que aconsegueix un treball aparentment ideal com a assistent d'un poderós executiu de la indústria de l'entreteniment. A mesura que acompleix la seva rutina diària, cada cop és més conscient dels abusos que pateix, una acumulació de degradacions contra les quals haurà de decidir què fer.

## Repartiment

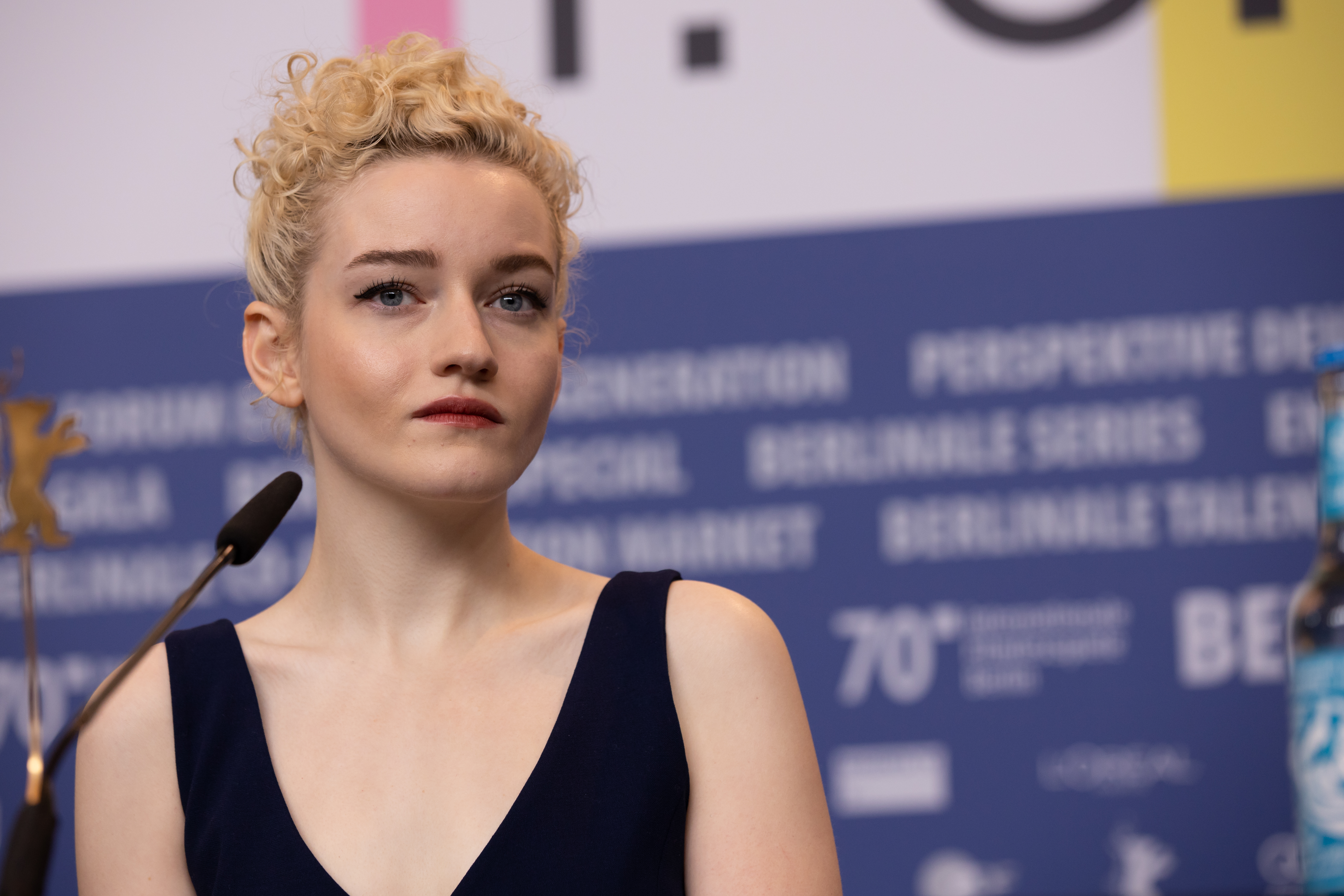
L'actriu Julia Garner a la Berlinale 2020.

- Julia Garner com a Jane, una assistent júnior d'una productora cinematogràfica.
- Matthew Macfadyen com a Wilcock, el cap del departament de recursos humans de l'empresa de la Jane.
- Makenzie Leigh com a Ruby, una aspirant a actriu.
- Kristine Froseth com a Sienna, una ajudant júnior acabada de contractar.
- Alexander Chaplin com a Max
- Juliana Canfield com a Sasha
- Dagmara Domińczyk com a Ellen
- Bregje Heinen com a Tatiana
- Clara Wong com a Tess
- Patrick Breen com a Roy
- Jon Orsini i Noah Robbins com els companys assistents júnior de la Jane.
- Purva Bedi com a assistent executiu i cap immediat de la Jane.
- Migs Govea i Daoud Heidami com a executius de cinema.
- Patrick Wilson com a actor famós (sense acreditar)
- Jay O. Sanders com a veu